# 앨런 페인
앨런 페인(Allen Payne, 1968년 7월 7일 ~ )은 미국의 배우이다.
할렘에서 태어났다.

## 출연 작품
- 크로스오버 (2006년) - 켐프 역
- 멘 크라이 인 더 다크 (2003년)
- 블루 힐 에버뉴 (2001년) - 트리스탄 역
- 100 걸스 (2000년)
- 퍼펙트 스톰 (2000년) - 알프레드 피어스 역
- 더블 플레티넘 (1999년)
- 루비보다 값진 것 (1998년)
- 워킹 데드: 해병 묵시록 (1995, The Walking Dead)
- 터스키기 에어맨 (1995년)
- 브룩클린의 뱀파이어 (1995년)
- 제이슨가의 초상 (1994년) - 제이슨 역
- CB4 (1993년)
- 뉴 잭 시티 (1991년)
- 루프탑 (1989년)

### 텔레비전
- 코스비 가족 만세 (1990-92)
- Tyler Perry's House of Payne (2007-12) - C.J. 페인 역
- The Paynes (2018)